# Сава Секулић
Сава Секулић (Билишанe, 17. фебруар 1902 – Београд, 26. јануар 1989) био је српски сликар, светски класик  наивне и маргиналне уметности.

## Биографија
Рођен је 1902. у Билишанима у Далматинској Загори, код Обровца као Србин у Хрватској. Никада није похађао никакве школе. Отац га је научио да чита и пише. Почиње да слика тридесетих година, паралелно са писањем песама, да би ближе одредио своју поезију. Од 1943. године ради као зидар. Сликањем се активније бави по одласку у пензију, почев од 1962. Један је од највећих српских сликара. Умро је 1989. у Београду.
Излагао је на самосталним и групним изложбама у земљи (Београд, Аранђеловац, Јагодина, Ниш, Нови Сад), као и у иностранству, на значајним међународним изложбама, у: Минхену, Паризу, Келну итд. Добитник је угледних међународних награда. За своја дела је постхумно награђен на Петом светском тријаналу наивне уметности - ИНСИТА у Братислави, 2000, итд.). Његова најзначајнија дела чувају се у збиркама Музеја наивне и маргиналне уметности (МНМУ) у Јагодини и Галерији Шарлоте Зандер у Бенигхајму.

## Стил
Секулић припада групи „рубних” уметника, самотних, бизарних и асоцијалних људи који стварају нове облике лепота. Његова необична асоцијативност и способност да као потпуни самоук материјализује духовну енергију, остварене су интуитивно, нагонски. Сликар је универзалног, ванвременског и ванпросторног. Све је код њега уопштено – од индивидуалног он тежи универзалном и то постиже, па су његова дела заправо и највиши домети Art Brut- а код нас, али и у светским оквирима.
Алегорије и метафоре су присутне у готово свим његовим делима. Својим визијама редукује, своди сиже на метафору, јединствену ликовну дефиницију. Најбројније су му композиције с људским фигурама, портрети и сцене са историјским и митолошким бићима. Сликајући историјске личности већину жртава представља као јунаке а чланове своје породице као митолошка бића. Ипак, најслојевитији је лик жене у његовим сликама. У многим његовим делима присутне су „филозофске” приче и морализаторске поуке. Фигуре су му поједностављене, плошне и стилизоване.
У позадини сваког дела је нека оригинална прича као резултат бројних народних предања и веровања – паганских, хришћанских, митолошких, историјских или савремених. Митови, у којима је изражено поштовање животиња - прародитеља и веровања да између животиња и људи постоји сажимање, приказани су на његовим сликама удвајањем, сажимањем људске и животињске фигуре, мултиплицирањем глава и удова. Уметник нам предочава симбиозу антропоморфних и зоморфних ликова где долази до изражаја сва алхемија његовог ликовног израза. Парадокс је да самим ликовним изразом аутор негира наративност слике и концентрише се у потпуности на пиктуралне вредности, снагом несвесног неопримитивисте. 
Палета му је суздржана. Површине често премазује и по неколико пута различитим лазурним наносима које ставља један поврх другог не чекајући да се претходно нанети слој осуши, што доводи до мешања и претапања боја. Унутар сваке слике најчешће доминира једна боја, што понекад ствара утисак монохромности. Позадине неких дела понекад боји само делимично, па читаве зоне оставља необојеним. То додатно елиминише било какву илузију простране дубине. Секулићево сликарство прожето је низом инвентивних особина, симбиозе реалног и надреалног, а по карактеру готово да је на рубу чистог аутоматизма. Надмоћ чула уметника надраста перцепцију посматрача. Обичан посматрач није у стању да схвати и примети сензибилну структуру чисто ликовних феномена, најпре његове слике емотивно прихвати, као врсту визуелне интриге, а затим временом и интелектуално доживљава.

## Галерија
- Кад свак узме своје, 1965. МНМУ, Јагодина
- Јабучило и Момчило, 1974. МНМУ, Јагодина
- Природа хода преко небеског свода, 1974. МНМУ, Јагодина
- Стари Словен, 1975. МНМУ, Јагодина

## Изложбе
Самосталне изложбе
- 1969

Београд, Галерија РУ Ђуро Салај (12 - 23.9)
Београд, Предузеће Давид Пајић.
- 1970

Београд, Предузеће Југоштампа.
- 1971

Београд, Предузеће Давид Пајић.
- 1972

Београд, Галерија БИГЗ.
Светозарево, Галерија самоуких ликовних уметника (25.11 - 20.12)
Београд, Културни центар (29.12 - 20.1)
- 1974

Аранђеловац, Старо здање (4 - 16.4)
- 1976

Загреб, Галерија примитивне умјетности (30.9 - 17.10)
Београд, Галерија РУ Ђуро Салај.
- 1977

Београд, Галерија БИГЗ (4 - 16.4)
Београд, Галерија Глас (20 - 30.10)
Гроцка, Дом културе.
- 1978

Paris, Centre Culturel Yugoslav (maj)
Обровац на мору, Дом културе (новембар)
- 1982

Загреб, Галерија Мирко Вириус (14.9 - 4.10)
Младеновац, Библиотека Коста Ђукић (9 - 13.12)
- 1984

Београд, Галерија РУ (20.3 - 2.4)
München, Galerie Charlotte (25.5 - 27.6)
Београд, Галерија БИГЗ (25.9 - 8.10)
- 1985

Загреб, Галерија Дубрава (16-30.9)
- 1986

München, Galerie Charlotte (24.10 - 3.12)
Београд, Галерија НУБС (8 - 20.12)
- 1988

Београд, Индустрија прецизне механике (март)
Köln, Galerie Susanne Zander (18.3 - 26.4)
München, Galerie Charlotte (16.9 - 26.10)
Светозарево, Музеј наивне уметности (17.10 - 25.11)
Загреб, Галерија примитивне умјетности (24.11 - 18.12)
- 1989

Београд, Народна библиотека Србије (8.2 - 23.2)
Вуковар, Градски музеј (6.4 - 30.4)
- 1990

Köln, Galerie Susanne Zander.
Bremen, Galerie Bismarck.
München, Galerie Charlotte.
- 1991

München, Galerie Charlotte.
Berlin, Galerie Petersen.
- 1992

Köln, Galerie Rudolf Zwirner.
- 2003

Јагодина, Музеј наивне уметности (27. 2 – 27. 3)
Београд, Салон Музеја савремене уметности, (24.4 – 24.5)
Шид, Галерија Илијанум (24.6 – 30.7).
Крушевац, Уметничка галерија (18.9 – 1.10).
- 2004

Ниш, Галерија савремене ликовне уметности (23.2 – 9.2)
Крагујевац, Дом Војске (23.2 – 5.3).
- 2010

Беч, Музеј Гугинг, Мариа Гугинг (7.10.2010 – 20.3.2011)
- 2011

Праг, Галеријa Критику, Рука, јунак и птица свемоћна (6 – 19.7)
- 2016

Београд, Кућа легата, Сава Секулић, самоук (20.10 – 12.11)
Групне изложбе
- 1964*

Од те* године учествује на свим првомајским изложбама аматера које организује Галерија Радничког универзитета Ђуро Салај у Београду.
- 1972

Светозарево, Галерија самоуких ликовних уметника, Салон самоуких
ликовних уметника Светозарево
Београд, РУ Ђуро Салај, Загреб-Београд, Изложба ликовних радова аматера Загреба и Београда поводом Каравана пријатељства
Krefeld, Galerie Krüll Krefeld, Internationale Naiven.
- 1973

Светозарево, Галерија самоуких ликовних уметника, Салон самоуких ликовних уметника 1973.
Светозарево, Фабрика Елмос, Изложба из збирке галерије самоуких ликовних уметника Светозарево.
Младеновац, Матична библиотека Коста Ђукић, Изложба слика наивних
сликара Србије
Stockholm, Sveagalleriet, Naivna umetnost 20 zemalja.
- 1974

Светозарево, Галерија самоуких ликовних уметника, Самоуки ликовни
уметници из Светозарева.
Ниш, Изложбени павиљон у тврђави, Самоуки.
Златар, 3. Mеђународни сабор изворних умјетника.
Београд, РУ Ђуро Салај, Загреб-Београд '74. Изложба ликовних радова аматера Загреба и Београда поводом Каравана пријатељства.
Bonn-Bad Godesberg, Galerie Bleidorn, Jugoslanjische naive Malerei.
- 1975

Светозарево, Галерија самоуких ликовних уметника, Салон самоуких
ликовних уметника Светозарево.
Златар, 4. Међународни сабор изворних умјетника.
- 1976

Светозарево, Галерија самоуких ликовних уметника, Салон самоуких
ликовних уметника Светозарево 1976.
Београд, Дом синдиката, Самоуки сликари из Србије.
Аранђеловац, Старо здање, Самоуки сликари из Србије.
Осијек, Галерија Зодијак, Југословенско изворно сликарство.
Загреб, Галерија примитивне умјетности, Домаћи и страни наивни умјетници.
Нови Винодолски, 3. Винодолски скуп изворних сликара и кипара.
Nice, Galerie Frederic Altman, Aspect de l art Yougoslave.
Paris, Grand Palais, Peintres et sculpteurs naifs.
London, Camden Arts Centre, Naive Art in Yougoslavia.
Njashington, International Monetari Fund, Naive Art in Yugoslavia.
Scottsdale, Scottsdale Centar for the Arts, Naive Art in Yugoslavia.
Memphis, Brooks Memorial Art Gallery, Naive Art in Yugoslavia.
Glasgonj, Museum and Art Galleries, Naive Art in Yugoslavia.
- 1977

Светозарево, Галерија самоуких ликовних уметника, Салон самоуких
ликовнух уметника Светозарево.
Светозарево, Галерија самоуких ликовних уметника, Тито и
народноослободилачка борба у делима самоуких ликовних уметника.
Светозарево, Галерија самоуких ликовних уметника, Портрет у самоуком сликарству Србије.
Шабац, Народни музеј, Портрет у самоуком сликарству Србије.
Београд, Хотел Југославија, Самоуки уметници из СР Србије.
Рача Крагујевачка, КЦ Радоје Домановић, Изложба из збирке Галерије самоуких ликовних уметника Светозарево.
Александровац, Дом културе, Изложба слика из збирке Галерије.
Милошевац, Дом културе, Изложба слика из збирке Галерије самоуких
ликовних уметника Светозарево.
Гуча, Дом културе, Сабор трубача. Изложба слика из збирке Галерије самоуких ликовних уметника Светозарево.
Загреб, Повијесни мјзеј Хрватске, Самоука ликовна умјетност из СР Србије.
Загреб, Галерија примитивне умјетности, Наиве'77.
Загреб, Галерија Мирко Вириус, Град у наиви.
Paris, Galerie Mona Lisa, Peinture Poetiljue des maitres naifs Yougoslves.
Granada, Lucas Galleria de Arte, Pintores naifs Yugoslanjes.
Milnjaukee, Milnjaukee Art Center, Naive Art in Yugoslavia.
Pittsburg, Museum of Art, Carnegie Institute, Naiv Art in Yugoslavia.
Chicago, Chicago Public Library, Naive Art in Yugoslavia.
Tonjson, Tonjson University, Art Gallery, Naive Art in Yugoslavia.
- 1978

Светозарево, Галерија самоуких ликовних уметника, Салон самоуких
ликовнух уметника Светозарево.
Светозарево, Галерија самоуких ликовних уметника, Цртеж у самоукој уметности Србије.
Гуча, Дом културе, Портрет у самоуком сликарству Србије.
Босанска Дубица, Дом културе, Тридесет пет дела из збирке Галерије самоуких ликовних уметника у Светозарево.
Загреб, Умјетнички павиљон, Откуп умјетнина 1977.
Загреб, Галерија примитивне умјетности, Аквизиције '78.
Greenvele, The CNj Post Art Gallery, Long Island University, Naive Art in Yugoslavia.
Louisiana, Naive Art in Yugoslavia.
Scheeverport, Meadonjs Museum, Naive Art in Yugoslavia.
- 1979

Светозарево, Галерија самоуких ликовних уметника, Салон самоуких
ликовних уметника Светозарево.
- 1980

Београд, Културни центар, Југословенска наивна уметност.
Вуковар, Галерија умјетнина, Портрет у самоуком сликарству Србије.
Топола, КЦ Душан Поповић, Изложба из збирке Галерије.
Загреб, Галерија примитивне умјетности, "Стална Изложба".
Загреб, Галерија примитивне умјетности,"Стална 1980“.
Светозарево, Галерија самоуких ликовних уметника, Титово дело и време у стваралаштву самоуких ликовних уметника.
Гуча, ОШ Богдан Капелан, Изложба слика из збирке ГСЛУС.
- 1981

Светозарево, Галерија самоуких ликовних уметника, 1. Бијенале
југословенске самоуке ликовне уметности Светозарево.
Београд, Ташмајдан, Наива у Југославији.
Ћуприја, Дом ЈНА, Титово дело и време у стваралаштву самоуких ликовних уметника.
Бања Лука, Друштвени дом Мајдан, Титово дело и време у стваралаштву
самоуких ликовних уметника.
Делчево, Библиотека, Титово дело и време у стваралаштву самоуких
ликовних уметника.
Вуковар, Основна школа, Титово дело и време у стваралаштву самоуких ликовних уметника.
Кумровец, Дом бораца НОР-а и Омладине Југославије, Титово дело и време у стваралаштву самоуких ликовних уметника.
Гуча, ОШ Богдан Капелан, Драгачевски сабор трубача, Изложба слика из збирке ГСЛУС.
- 1982

Гуча, ОШ Богдан Капелан, Драгачевски сабор трубача, Изложба из збирке ГСЛУС.
Ливно, Галерија народног универзитета, Наивна уметност Југославије.
Требње, Галерија ликовних саморастников, Самоука ликовна уметност СР Србије.
Загреб, Галерија Мирко Вириус, Наивна умјетност Југославије.
Загреб, Галерија примитивне умјетности, "Стални постав."
Загреб, Галерија примитивне умјетности, 30. година Галерије примитивне умјетности у Загребу.
Nice, Musee Internationl d'art naif Anatole Jakovsky.
- 1983

Светозарево, Галерија самоуких ликовних уметника, 2. Бијенале
југословенске самоуке ликовне уметности.
Београд, Дом културе Вук Караџић, Самоука ликовна уметност СР Србије.
Загреб, 5. свибањски салон наиве.
Загреб, Галерија примитивне умјетности, Стални постав.
Загреб, Галерија примитивне умјетности, Из фундуса Галерије примитивне умјетности.
Равни, ОШ Манојле Смиљанић, Самоука ликовна уметност СР Србије.
Зајечар, Народни музеј, Самоука ликовна уметност СР Србије.
Гуча, ОШ Богдан Капелан, Самоука ликовна уметност СР Србије.
Вуковар, Центар за културу, Самоука ликовна уметност СР Србије.
Словенска Бистрица, Витешка дворана Старог града, Самоука ликовна уметност СР Србије.
Травник, Наива данас.
Cahors, Musee Municipal de Cahors, Les naifs Yougoslaves.
Paris, Centre Culturel de la R.S.F. de Yougoslavie, Les naifs Yougoslaves.
- 1984

Светозарево, Галерија самоуких ликовних уметника, 1. Колонија наивних сликара Југославије.
Светозарево, Галерија самоуких ликовних уметника, Портрет жене у
самоукој ликовној уметности СР Србије.
Загреб, 6. свибањски салон наиве.
Загреб, Галерија примитивне умјетности, Љетни стални постав.
Кумровец, Дом бораца НОР-а и Омладине Југославије, Самоука уметност СР Србије.
London, The Royal Festival Hall, Nenj Frontieres of Naive Art in Europe.
Köln, Art Cologogne (Galerie Charlotte München).
- 1985

Светозарево, Музеј наивне уметности, Трећи бијенале југословенске наивне уметности.
Светозарево, Музеј наивне уметности, Изложба поводом 25 година од оснивања Музеја.
Загреб, Музејски документациони центар, Збирка Бишкупић. Слике и цртежи.
Загреб, Галерија примитивне умјетности, Стални постав-аквизиције.
Загреб, Галерија примитивне умјетности, Љетни стални постав – аквизиције.
Njien, Palais Palffy, Naive Kunst Jugoslanjiens.
Basel, Art Basel (Galerie Charlotte München).
Köln, (Galerie Charlotte München) Art Cologogne.
- 1986

Светозарево, Музеј наивне уметности, 2.Колонија наивних сликара Југославије.
Београд, Народна библиотека Србије, Југословенска наивна уметност.
Златар, Сабор изворне умјетности.
Загреб, Галерија примитивне умјетности, Љетни стални постав – аквизиције.
Basel, Art Basel (Galerie Charlotte München).
Köln, Art Cologogne (Galerie Charlotte München).
Sittard, Kulturni centar, Izložba jugoslovenske naivne umetnosti iz
zbirke Muzeja naivne umetnosti u Jagodini.
- 1987

Светозарево, Музеј наивне уметности, 4. Бијенале југословенске наивне уметности.
Светозарево, Музеј наивне уметности, живот и обичаји народа у делима наивних уметника СР Србије.
Сирогојно, Библиотека-галерија, живот и обичаји народа у делима наивних уметника СР Србије.
Неготин, Музеј Крајине, живот и обичаји народа у делима наивних
уметника СР Србије.
Загреб, Галерија Мирко Вириус, Наивни уметници Вуку.
Загреб, Галерија примитивне умјетности, Галерија сувремене умјетности, Наиви '87.
Осијек, Музеј Славоније, живот и обичаји народа у делима наивних
уметника СР Србије.
Вуковар, Галерија умјетнина, живот и обичаји народа у делима наивних
уметника СР Србије.
München, Galerie Charlotte, Meisternjerke.
München, Galerie Charlotte, Impulse-Reminiszenzen.
Basel, Art Basel (Galerie Charlotte München).
Köln, Art Cologogne (Galerie Charlotte München).
- 1988

Лозница, Вуков дом, живот и обичаји народа у делима наивних уметника СР Србије.
Тршић, Вуков сабор, живот и обичаји народа у делима наивних уметника СР Србије.
Београд, Кућа Ђуре Јакшића, шест деценија изворне-наивне уметности у Србији.
Београд, Сава центар, Продајна изложба.
Paris, Centre cultural Yougoslave, L'image du monde et le portrait
daus l art naif.
Thurgau, Kunstmuseum des Kantons Thurgau, Kartuse Ittingen.
Lavalle, Musee de Lavalle, Vieux Chateau.
Neuss, Clemens-Sels-Museum, Von Angesicht zu Angesicht.
München, Galerie Charlotte, Stadte und Hafen in der Naiven Malerei und Art Brut.
Basel, Art Basel (Galerie Charlotte München).
Köln, Art Cologogne (Galerie Charlotte München).
- 1989

Светозарево, Музеј наивне уметности, Пети бијенале југословенске наивне уметности.
Београд, Сава центар, Народ слика Косово.
Београд, Манакова кућа, живот и обичаји народа у делима наивних
уметника СР Србије.
Ковачица, Галерија наивне уметности, 1. Међународна изложба наивног народног стваралаштва.
Делчево, Дом културе, живот и обичаји народа у делима наивних уметника СР.
Пирот, Музеј Понишавља, Изложба југословенске наивне уметности из
збирке Музеја наивне уметности.
München, Galerie Charlotte, Outsiders I.
Basel, Art Basel (Galerie Charlotte München).
Köln, Art Cologogne (Galerie Charlotte München).
Melbourne, Art Connection Gallery, Serbian Naive Art.
- 1990

Београд, Сава центар, Србија колевка наиве.
München, Galerie Charlotte, Outsiders 2.
Frankfurt, Art Frankfurt (Galerie Charlotte München).
Basel, Art Basel (Galerie Charlotte München).
Köln, Art Cologogne (Galerie Charlotte München).
- 1991

Светозарево, Музеј наивне уметности, Велике награде Бијенала.
München, Galerie Charlotte, Outsiders 2.
Basel, Art Basel (Galerie Charlotte München).
Köln, Art Cologogne (Galerie Charlotte München).
Köln, Art Cologogne, Galerie Rudolf Znjirner.
- 1992

Љиг, Раднички универзитет, Српско наивно сликарство.
Basel, Art Basel (Galerie Charlotte München).
Basel, Art Basel, Galerie Rudolf Znjirner Köln.
Köln, Art Cologogne (Galerie Charlotte München).
- 1993

Суботица, Ликовни сусрет, Наивна уметност Србије.
Ковачица, Дом културе 3. октобар, Српска наивна уметност.
Деспотовац, Народна библиотека, живот и обичаји народа у делима
наивних уметника.
- 1994

Крушевац, Уметничка галерија, Наивна уметност Србија.
Нови Сад, Музеј Војводине, Наивна уметност Србије.
Србобран, Дом културе Петар Драпшин, Наивна уметност Србије.
Кечкемет, Музеј наивне уметности, Наивна уметност Србије.
Кишкунхалаш, Дом културе, Наивна уметност Србије.
Баја, Дом културе, Наивна уметност Србије.
- 1996

Скопље, Музеј на град Скопје, Наивна уметност во Србија.
Приштина, Галерија савремене уметности, Наивна уметност Србије.
Косовска Митровица, Културни центар, Наивна уметност Србије.
Рашка, Центар за културу, Наивна уметност Србије.
Bönnigheim, Museum Charlotte Zander, Naive Kunst und Art Brut.
- 1997

Bratislava, Slovenská národná galéria, INSITA '97.
Сентеш, Дом културе, Наивна уметност Србије.
Сегедин, Калвариа Галериа, Наивна уметност Србије.
Естергом, Рондела Галериа, Наивна уметност Србије.
- 1998

Тршић, Вуков сабор, Творевина народногдуха и културно наслеђе
завичајног простора.
Шабац, Народни музеј, Наивна уметност Србије.
Minsk, Belarusú Muzeé sovremennogo izobrazitelúnogo iskustva.
- 1999

Београд, Завод за унапређење културе, Избор слика и скулптура из збирке МНУ Јагодина.
- 2000

Bratislava, Slovenska narodna galeria, INSITA 2000.
Пожаревац, Клуб војске Југославије, Међународна изложба наивне уметности.
Праг, Југословенски културни центар, Наивна уметност Србије.
Тренчин, Наивна уметност Србије.
Будимпешта, Галерија парламента, Наивна уметност Србије.
- 2001

Јагодина, Музеј наивне уметности, Свесни и нагонски неопримитивизам.
- 2002

Београд, Српска академија наука и уметности, Наивна уметност у Србији.
Београд, Југословенска галерија уметничких дела, Свесни и нагонски
неопримитивизам.
Нови Сад, Галерија савремене уметности, Свесни и нагонски неопримитивизам.
Рума, Завичајни музеј, Свесни и нагонски неопримитивизам.
Шид, Илијанум, Свесни и нагонски неопримитивизам.
- 2003

Фантастика у делима наивних уметника Србије, Јагодина, Музеј наивне уметности.
- 2004

Bratislava, Slovenska narodna galeria, INSITA 2004.
Martigny, La Manoir de la Ville de Martigny, Croisements.
Јагодина, Музеј наивне уметности, Изложбена и издавачка делатност
Музеја наивне уметности, Јагодина 2001 – 2004.
Сопот, Центар за културу, Наивна уметност Србије.
- 2005

Краљево, Народни музеј, Фантастика у делима наивних уметника Србије.
Београд, Југословенска галерија уметничких дела, Фантастика у делима наивних уметника Србије.
Зајечар, Радул бегов конак, Фантастика у делима наивних уметника Србије.
- 2006

Београд, Галерија Министарства културе Србије, Прва изложба Салона наивне и маргиналне уметности.
Београд, Салон наивне и маргиналне уметности, Галерија Министарства
културе Србије, Промоција календара 2007/08.
Јагодина, Музеј наивне и маргиналне уметности, Град у наиви.
- 2007

Братислава, Словенска народна галериа, ИНСИТА 2007.
Париз, Галерија Културног центра Србије, Наивна и маргинална уметност Србије.
Софија, Софијска градска галерија, Наивна и маргинална уметност Србије.
Суботица, Модерна галерија Ликовни сусрет, Наивна и маргинална уметност Србије.
Братислава, Словенска народна галериа, 8. Триенале инситнехо умениа (ИНСИТА 2007).
Јагодина, Музеј наивне и маргиналне уметности, Портрет у наивној и маргиналној уметности Србије.
- 2008

Будимпешта, Галерија удружења ликовних и примењених уметника, Наивна и маргинална уметност Србије.
Бар, Двор краља Николе, Наивна и маргинална уметност Србије.
- 2009

Београд, Галерија 27, Изложба дела наивних и маргиналних уметника Србије.
Јагодина, Музеј наивне и маргиналне уметности, Анђели и виле у наивној и маргиналној уметности.
- 2010

Неготин, Дом културе Стеван Мокрањац, Анђели и виле у наивној и маргиналној уметности.
Братислава, Изложбена дворана Министарства културе Словачке, Наивна и маргинална уметност Србије.
- 2011

Краљево, Народни музеј, Анђели и виле у наивној и маргиналној уметности.
Крагујевац, Музеј 21. октобар, Анђели и виле у наивној и маргиналној уметности.
Требње,  Галерија ликовних саморастников, Наивна и маргинална уметност Србије.
- 2012

Јагодина, Музеј наивне и маргиналне уметности, Еротика у делима наивних и маргиналних уметника.
Чачак, Културни центар Фул Арт, Наивна и маргинална уметност Србије.
- 2013

Париз, Културни центар Србије, Аутсајдери/Outsiders.
Неготин, Галерија Дома културе Стеван Мокрањац, Еротика у делима
наивних и маргиналних уметника.
Кечкемет, Музеј играчака, Српско наивно и маргинално сликарство.
Будимпешта, Српски културни и документациони центар, Српско наивно и маргинално сликарство.
- 2014

Валета, Пјаца Театру Риал, Наивна и маргинална уметност Србије.
Бар, Умјетнички центар Аусајдер арт, Наивна и маргинална уметност Србије.
Јагодина, Музеј наивне и маргиналне уметности, Уметност аутсајдера у Србији.
- 2015

Београд, Кућа легата, Уметност аутсајдера у Србији Архивирано на веб-сајту  (1. фебруар 2020) (26.3 - 15.4)
Београд, Велика галерија Дома војске Србије, Уметност у духовном егзилу Архивирано на веб-сајту  (1. фебруар 2020) (29.5 - 15.7)
Праг, Галерија музеја Лука Праха, Уметност аутсајдера у Србији Архивирано на веб-сајту  (1. фебруар 2020) (9 - 30.4)
Јагодина, Музеј наивне и маргиналне уметности, Изложбена и издавачка делатност МНМУ 1960-2015 Архивирано на веб-сајту  (1. фебруар 2020)
Београд, Уметнички павиљон Цвијета Зузорић, http://www.mnmu.rs/izlozba-osamnaesta-likovna-kolonija-mnmu.htm Архивирано на веб-сајту  (1. фебруар 2020) Осамнаеста ликовна
колонија наивне и маргиналне уметности
Кикинда, Галерија Терра, Драгуљи наивне уметности.
- 2016

Нови Пазар, Музеј Рас, Интернационална збирка Музеја наивне и маргиналне уметности.
Београд, Велика Галерија Дома Војске Србије, Сусрети.
Крагујевац, Амиџин конак, Наивна и маргинална уметност Србије.
- 2017

Париз, Halle Saint Pirrre, Turbulences dans les Balkans Архивирано на веб-сајту  (1. фебруар 2020) (7.9.2017 - 31.7.2018)
- 2018

Београд, Кућа краља Петра II, Самоуки визионари Србије Архивирано на веб-сајту  (1. фебруар 2020) (27.3 - 10.4*)
Београд, Уметнички павиљон "Цвијета Зузорић", Магична виталност маргиналних Архивирано на веб-сајту  (1. фебруар 2020) (18 - 30.10)
- 2019

Београд, Галерија РТС, Интуитивност са маргине Архивирано на веб-сајту  (13. јануар 2020) (24.10 - 20.11)